# São Roque (Funchal)
São Roque é uma freguesia portuguesa do município do Funchal, com 7,52 km² de área e 8349 habitantes (censo de 2021). A sua densidade populacional é 1 110,2 hab./km².
Localiza-se a uma latitude 32.65 (approx. 32°40') Norte e a uma longitude 16.905 (aprox. 16°49') Oeste, estando a uma altitude de 370 metros. Tem montanhas a norte. São Roque tem uma escola, um liceu, um pavilhão desportivo, uma igreja e uma praça.

## Demografia
A população registada nos censos foi:
| Distribuição da População por Grupos Etários | Distribuição da População por Grupos Etários | Distribuição da População por Grupos Etários | Distribuição da População por Grupos Etários | Distribuição da População por Grupos Etários |
| -------------------------------------------- | -------------------------------------------- | -------------------------------------------- | -------------------------------------------- | -------------------------------------------- |
| Ano                                          | 0-14 Anos                                    | 15-24 Anos                                   | 25-64 Anos                                   | > 65 Anos                                    |
| 2001                                         | 1705                                         | 1510                                         | 4929                                         | 1130                                         |
| 2011                                         | 1358                                         | 1251                                         | 5384                                         | 1392                                         |
| 2021                                         | 924                                          | 891                                          | 4832                                         | 1702                                         |

## Clima
O clima de São Roque é muitas vezes influenciado pela corrente fria do Monte, causando instabilidade de temperatura e de ventos. A temperatura mais alta registada foi 38,5 °C e a menor -0,7 °C. A temperatura média anual de São Roque é 17 °C.